# Elskovsrus
Elskovsrus (originaltitel: Rausch) er en tysk stumfilm fra 1919 instrueret af Ernst Lubitsch med Asta Nielsen i hovedrollen. Filmen er baseret på skuespillet Brott och brott af August Strindberg.

## Medvirkende
- Asta Nielsen som Henriette Mauclerc
- Alfred Abel som Gaston
- Karl Meinhardt som Adolph
- Grete Diercks som Jeanne
- Rudolf Klein-Rhoden